# 林贤友
林贤友（1962年—），籍贯温州，清华大学工商管理硕士毕业。

## 头衔
林贤友现为甘肃省大陆桥房开发有限公司董事长。甘肃省慈善总会荣誉会长。兰州市工商业联合会温州企业项目发展商会理事会会长。甘肃浙江企业联合会常务副会长。

## 简历
1980年代初从温州来到甘肃寻找商机，并且发财致富，成为甘肃富商之一。事业有成后开始参与各种慈善活动，林贤友个人捐款总数为甘肃之首。